# Catochrysops celebensis
Catochrysops celebensis är en fjärilsart som beskrevs av Tite 1959. Catochrysops celebensis ingår i släktet Catochrysops och familjen juvelvingar. Inga underarter finns listade i Catalogue of Life.